# Camptocosa
Camptocosa es un género de arañas araneomorfas de la familia Lycosidae. Se encuentra en Estados Unidos y México.

## Lista de especies
Según The World Spider Catalog 12.0:
- Camptocosa parallela (Banks, 1898)
- Camptocosa texana Dondale, Jiménez & Nieto, 2005